# Burmistrzowie i prezydenci Tarnopola
Lista burmistrzów i prezydentów Tarnopola od 1816.
W pierwszym okresie miasto leżało na terenie zaboru austriackiego, w tym w ramach autonomii galicyjskiej, od 1918 do 1939 w polskiej II Rzeczypospolitej, po II wojnie światowej w Ukraińskiej SRR, a od 1991 r. na Ukrainie.
Zabór austriacki – burmistrzowie oraz komisarze (naczelnicy)
- Mikołaj Kniaziołucki (1816-1826)
- Jan Marcinkiewicz (1827-1844)
- Antoni Dziamski (1845-1849)
- Sylwester Drzemalik (1850-1853)
- 1854 – urząd nieobsadzony
- Włodzimierz Mandl (1855-1868)
- Rajmund Schmidt (1868-1972)
- Leon Koźmiński (1872-1892)
- Bolesław Studziński (1892-1894) – komisarz
- Feliks Pohorecki (1894-1896)
- Wołodymyr Łuczakowski, wzgl. Włodzimierz Łuczakowski (1896-1903)
- Ludwik Punczert (1903-1909)
- Stanisław Mandl (1909-1910)
- Czesław Trembałowicz (1910-1912) – komisarz
- Stanisław Mandl (1912-1913) – komisarz
- Stanisław Mandl (1913-1915)
- Emil Michałowski (1915-1917)
- Stanisław Mandl (1917-1918)

Zachodnioukraińska Republika Ludowa
- Semen Sydoriak (komisarz, 1918-1919)

II Rzeczpospolita
- Włodzimierz Lenkiewicz (1920-1926) – komisarz
- Kazimierz Jaworczykowski (1926-1927) – komisarz
- Wiktor Wielkopolanin-Nowakowski (1928) – komisarz
- Kazimierz Choliński (1929) – komisarz
- Stanisław Siedlecki (1929) – komisarz
- Włodzimierz Lenkiewicz (1929-1934)
- Stanisław Widacki (1934-1939)

Ukraina
- Wiaczesław Nehoda (1990-1998)
- Anatolij Kuczerenko (1998-2002)
- Bohdan Łewkiw (2002-2006)
- Roman Zastawny (2006-2010)
- Serhij Nadał (2010-)